# Alentisque
Alentisque es un municipio y localidad española de la provincia de Soria, en la comunidad autónoma de Castilla y León. El término municipal, que incluye la pedanía de Cabanillas, tiene una población de 24 habitantes (INE 2024).

## Geografía
Tiene un área de 34,97 km². Comprende la pedanía de Cabanillas. Forma parte del partido judicial de Almazán. Desde el punto de vista jerárquico de la Iglesia católica forma parte de la diócesis de Osma, la cual a su vez pertenece a la archidiócesis de Burgos, aunque históricamente ha pertenecido al obispado de Sigüenza en el arciprestazgo de Almazán.

«...Cuyo número de almas se aproxima a trescientas, pertenece a la audiencia y provincia de Soria; y ofrece solaz cumplido a los aficionados a la caza; sus sierras y sus montes de carrasca y roble, son buenos criaderos de perdices, liebres, conejos y lobos, con especialidad la sierra titulada del Puerto, sin que esta circunstancia se oponga, a los rendimientos de cereales, legumbres y hortalizas, de que abunda el pueblo con ventaja sobre otros agrícolas. 
Su término, que se halla enclavado entre los de Maján, La Puebla de Eca, Momblona, Valtueña, Chercoles y Cañamaque, los tres últimos del obispado de Osma, mide un radio de dos kilómetros, y es regado por diferentes fuentecillas que brotan en diversas direcciones, ofreciendo buenas aguas a personas y ganados. 
Los edificios, no ofrecen cosa de notable, y su escuela que es elemental incompleta, tiene de dotación anual 425 pesetas, casa y retribuciones. 
Dicho pueblo posee hermosa casa rectoral y corresponde al partido de Almazán de donde dista tres leguas; siete de Soria; nueve de Sigüenza y treinta y tres de Burgos, su audiencia antigua y capitanía general.
La Iglesia parroquial, de primer ascenso, está dedicada a San Martín, y es bastante capaz; la fiesta principal, es el día de San Blas. 
Corresponde al Arciprestazgo de Almazán, siendo Maján su centro de Conferencias, a donde asiste con Momblona y Velilla de los Ajos....»

## Historia
A la caída del Antiguo Régimen la localidad se constituye en municipio constitucional en la región de Castilla la Vieja, partido de Almazán, que en el censo de 1842 contaba con 61 hogares y 250 vecinos. Hacia mediados del siglo XIX, el lugar tenía unas 81 casas La localidad aparece descrita en el primer volumen del Diccionario geográfico-estadístico-histórico de España y sus posesiones de Ultramar de Pascual Madoz de la siguiente manera:

ALENTISQUE: l. con ayunt. de la prov. de Soria (7 leg.), part. jud. de Almazan (3), aud. terr. y c. g. de Burgos (33), dióc. de Sigüenza (9): sit. en en un llano á la falda de una sierra ó monte llamado el Puerto, y batida por los vientos NO. El clima es sano, siendo reumáticas las enfermedades mas comunes. Lo forman 81 casas de mediana construccion y con las comodidades necesarias al género de vida de sus hab. Sus calles son cortas, y tiene una plaza de forma irregular: hay un pósito, posada, casa hospital, y una igl. parr. cuyo titulo es S. Martin, aunque la fiesta principal del pueblo es S. Blas, á quien veneran como su patrono; está sit. en medio del pueblo, y es bastante capaz respecto al vecindario; la sirve un párroco. Tiene una fuente, y una escuela de instruccion primaria, á cargo del sacristan, á la que concurren como unos 30 alumnos. Én los afueras de la pobl., y en sitio ventilado se encuentra el cementerio. Confina el térm., por N. con los de Momblona y Mojan á 1/4, por E. con el de Valtueña á 1/2, por S. con los de Chercoles y la Puebla de Eca, cerca de 1/2, y por el O. con los de Moron y Cabanillas á 1/2. En él se encuentran algunas fuentes de esquisitas aguas, un riach. sin nombre, que da impulso á un molino harinero, el que en varias temporadas se le ve seco; una deh., un monte carrascal y robledal de muy poca estension, y algun desp., unos 30 huertos, poco arbolado, y algunos pastos. El terreno es casi llano por la parte de N. y O., aunque bastante pedregoso por S. y E.; en su mayor parte montuoso, y lleno de barrancos, entre ellos la referida sierra ó monte llamado del Puerto, donde se dividen las aguas, dirigiéndose al Jalon por E. y S., y al Duero las de N. y O. Hay varios caminos pasando por el pueblo; el de arrieria, de Aragon á Castilla, es el mas frecuentado. prod.: trigo, cebada, centeno, avena, patatas, garbanzos, muelas, lentejas, yeros, hortalizas y visaltos: cria ganado lanar, cabrio, vacuno, mular, caballar y de cerda. Abunda en perdices, conejos y liebres; se ve algun venado, y no faltan lobos ni zorras. pobl.: 61 vec., 250 alm. riqueza imp.: 45,031 rs. con 24 mrs.
(Madoz, 1845, p. 526)

A mediados del siglo XIX crece el término del municipio porque incorpora a Cabanillas.

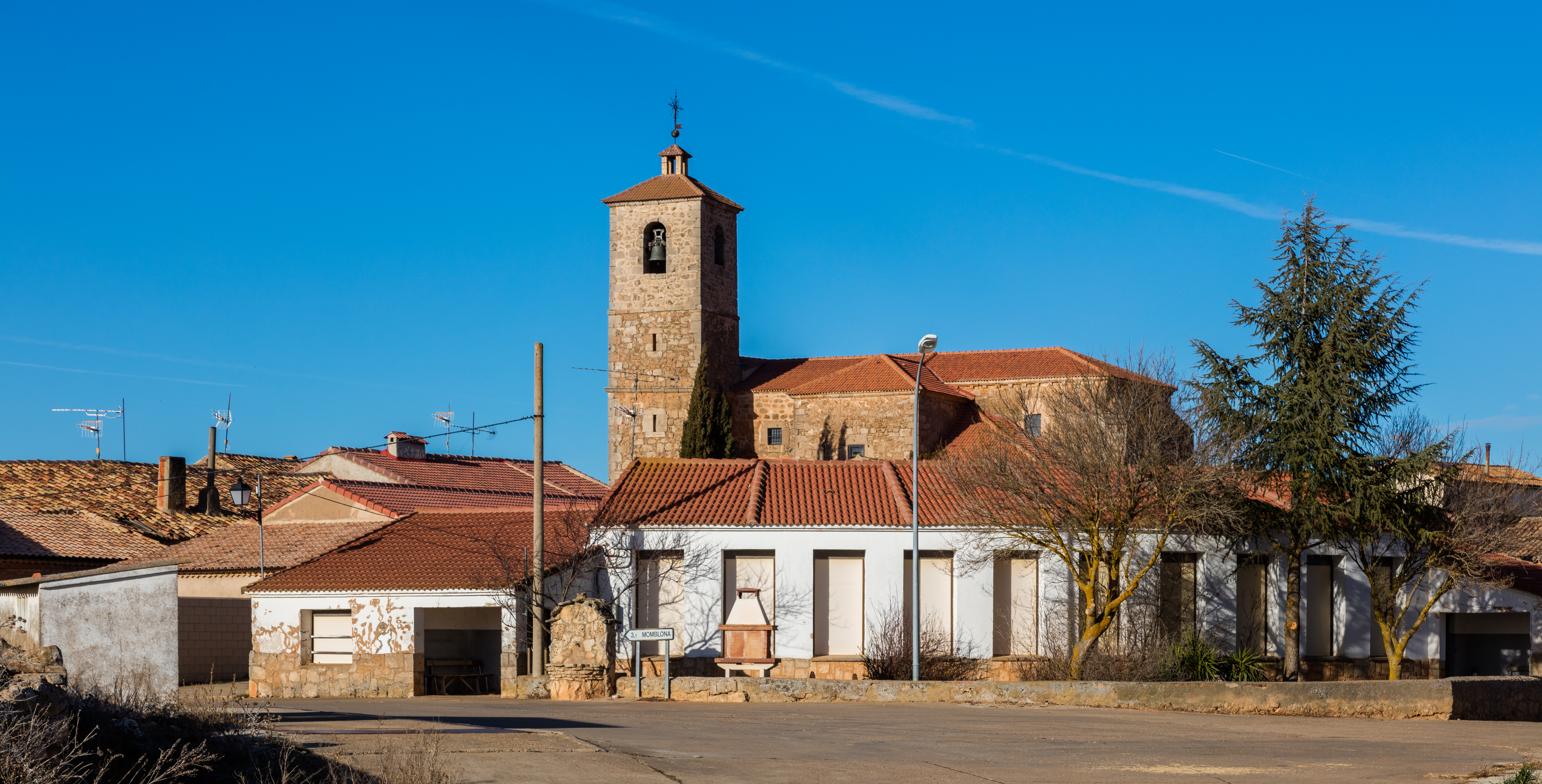
Iglesia de la Asunción

## Geografía humana

### Demografía
Cuenta con una población de 24 habitantes (INE 2024).
| Gráfica de evolución demográfica de Alentisque entre 1842 y 2021 |
| |
| Población de derecho según los censos de población del INE Población de hecho según los censos de población del INEEntre el censo de 1857 y el anterior, crece el término del municipio porque incorpora a 425018 (Cabanillas) |

### Población por núcleos
| Núcleos    | Habitantes (2000) | Habitantes (2009) |
| ---------- | ----------------- | ----------------- |
| Alentisque | 26                | 17                |
| Cabanillas | 17                | 15                |